# Faravido
Faravido (em latim: Faravidus) foi um lendário rei de Cuenlândia, algures na actual Finlândia, que é mencionado exclusivamente na Saga de Egil Skallagrimsson. Segundo a saga, Faravido fez uma aliança com os víquingues noruegueses para lutar contra as invasões carelianas. É o primeiro alegado monarca finlandês que se menciona na história daquele território e aparece pela primeira vez nas sagas nórdicas.
A saga desenvolve-se num contexto do século IX, mas os historiadores consideram-no um tempo demasiado prematuro para ser credível, pelo menos no que se refere ao ataque da Carélia. A saga foi escrita no século XIII e possivelmente influenciada por outras fontes, pelo que actualmente é impossível afirmar se o relato é verdadeiro ou emprestado doutro contexto histórico. O nome Faravido não é finlandês, mas também não tem origem germânica, o que complica ainda mais a verdadeira identificação do rei e a sua figura sujeita a especulações, por exemplo pode ser uma tradução de Kaukomieli ("o grande desejo") ou Kaukamoinen ("o grande viajante").